# Emily Stang Sando
Emily Stang Sando, née le 8 mars 1989 à Tønsberg, est une handballeuse internationale norvégienne qui évolue au poste de gardienne.

## Biographie
Au championnat d'Europe 2014, après la blessure de la gardienne titulaire Kari Aalvik Grimsbø, elle devient la deuxième gardienne norvégienne derrière Silje Solberg (qui sera élue meilleure gardienne de la compétition) et remporte à cette occasion son premier titre international. 
En 2019, en manque de temps de jeu à Copenhague Handball, elle quitte le club après une saison et remplace Darly Zoqbi de Paula dans l'équipe monténégrine de ŽRK Budućnost Podgorica.

## Palmarès

### En club
compétitions internationales
- finaliste de la coupe EHF en 2014 (avec Team Esbjerg)

compétitions nationales
- championne du Danemark en 2016 (avec Team Esbjerg)

### Avec la sélection norvégienne
championnat d'Europe
- vainqueur du championnat d'Europe 2014